# Porte de Bagnolet
De Porte de Bagnolet is een van de toegangspunten, de Portes de Paris, tot de stad Parijs, en is gelegen in het oostelijke 20e arrondissement aan de Boulevard Périphérique en de boulevards des Maréchaux. In de 19e eeuw was het een fysieke stadspoort, onderdeel van de 19e-eeuwse stadsomwalling van Thiers.
De Porte de Bagnolet is het vertrekpunt van de A3 richting de luchthaven Charles de Gaulle en Noord-Frankrijk.